# العامرية (الرضمة)

تعديل مصدري - تعديل

العامرية محلة تابعة لقرية القوفعة، التابعة لعزلة شيزر بمديرية الرضمة إحدى مديريات محافظة إب في الجمهورية اليمنية.، بلغ تعداد سكانها 212 حسب تعداد اليمن لعام 2004.